# Saison 2013-2014 de la LHOu
Saison précédente Saison suivante
La saison 2013-2014 est la 48e saison de hockey sur glace de la Ligue de hockey de l'Ouest.  
Les Oil Kings d'Edmonton remportent la coupe Ed-Chynoweth en battant en finale les Winterhawks de Portland.

## Saison régulière

### Classement

#### Conférence de l'Est
| Clt   | Équipe                   | division | PJ | V  | D  | DP | DF | BP  | BC  | Pts |
| ----- | ------------------------ | -------- | -- | -- | -- | -- | -- | --- | --- | --- |
| +001, | Pats de Regina           | Est      | 72 | 39 | 26 | 4  | 3  | 257 | 247 | 85  |
| +002, | Broncos de Swift Current | Est      | 72 | 38 | 25 | 3  | 6  | 248 | 229 | 85  |
| +003, | Wheat Kings de Brandon   | Est      | 72 | 34 | 29 | 6  | 3  | 271 | 269 | 77  |
| +004, | Raiders de Prince Albert | Est      | 72 | 35 | 32 | 3  | 2  | 243 | 258 | 75  |
| +005, | Warriors de Moose Jaw    | Est      | 72 | 21 | 42 | 3  | 6  | 202 | 283 | 51  |
| +006, | Blades de Saskatoon      | Est      | 72 | 16 | 51 | 2  | 3  | 207 | 317 | 37  |

- Meneur de sa division
- Qualifié pour les séries éliminatoires

| Clt   | Équipe                   | division | PJ | V  | D  | DP | DF | BP  | BC  | Pts |
| ----- | ------------------------ | -------- | -- | -- | -- | -- | -- | --- | --- | --- |
| +001, | Oil Kings d'Edmonton     | Centrale | 72 | 50 | 19 | 2  | 1  | 290 | 179 | 103 |
| +002, | Hitmen de Calgary        | Centrale | 72 | 48 | 17 | 3  | 4  | 287 | 207 | 103 |
| +003, | Tigers de Medicine Hat   | Centrale | 72 | 44 | 24 | 3  | 1  | 260 | 196 | 92  |
| +004, | Ice de Kootenay          | Centrale | 72 | 39 | 28 | 2  | 3  | 235 | 209 | 83  |
| +005, | Rebels de Red Deer       | Centrale | 72 | 35 | 32 | 1  | 4  | 214 | 224 | 75  |
| +006, | Hurricanes de Lethbridge | Centrale | 72 | 12 | 55 | 2  | 3  | 171 | 358 | 29  |

- Champion de Conférence
- Qualifié pour les séries éliminatoires

#### Conférence de l'Ouest
| Clt   | Équipe                   | division | PJ | V  | D  | DP | DF | BP  | BC  | Pts |
| ----- | ------------------------ | -------- | -- | -- | -- | -- | -- | --- | --- | --- |
| +001, | Rockets de Kelowna       | B.C.     | 72 | 57 | 11 | 0  | 4  | 310 | 182 | 118 |
| +002, | Royals de Victoria       | B.C.     | 72 | 48 | 20 | 1  | 3  | 238 | 181 | 100 |
| +003, | Giants de Vancouver      | B.C.     | 72 | 32 | 29 | 7  | 4  | 234 | 248 | 75  |
| +004, | Cougars de Prince George | B.C.     | 72 | 27 | 37 | 3  | 5  | 238 | 305 | 62  |
| +005, | Blazers de Kamloops      | B.C.     | 72 | 14 | 53 | 2  | 3  | 175 | 305 | 33  |

- Champion de la ligue
- Qualifié pour les séries éliminatoires

| Clt   | Équipe                   | division | PJ | V  | D  | DP | DF | BP  | BC  | Pts |
| ----- | ------------------------ | -------- | -- | -- | -- | -- | -- | --- | --- | --- |
| +001, | Winter Hawks de Portland | U.S.     | 72 | 54 | 13 | 2  | 3  | 338 | 207 | 113 |
| +002, | Thunderbirds de Seattle  | U.S.     | 72 | 41 | 25 | 2  | 4  | 238 | 249 | 88  |
| +003, | Silvertips d'Everett     | U.S.     | 72 | 39 | 23 | 7  | 3  | 218 | 206 | 88  |
| +004, | Chiefs de Spokane        | U.S.     | 72 | 40 | 26 | 3  | 3  | 244 | 213 | 86  |
| +005, | Americans de Tri-City    | U.S.     | 72 | 29 | 33 | 4  | 6  | 178 | 224 | 68  |

- Meneur de sa division
- Qualifié pour les séries éliminatoires

### Meilleurs pointeurs
| Joueur             | Équipe                   | PJ | B  | A  | Pts | Pun |
| ------------------ | ------------------------ | -- | -- | -- | --- | --- |
| Mitch Holmberg     | Chiefs de Spokane        | 72 | 62 | 56 | 118 | 25  |
| Nicolas Petan      | Winterhawks de Portland  | 63 | 35 | 78 | 113 | 69  |
| Oliver Bjorkstrand | Winterhawks de Portland  | 69 | 50 | 59 | 109 | 36  |
| Leon Draisaitl     | Raiders de Prince Albert | 64 | 38 | 67 | 105 | 24  |
| Sam Reinhart       | Ice de Kootenay          | 60 | 36 | 69 | 105 | 11  |
| Todd Fiddler       | Cougars de Prince George | 66 | 50 | 48 | 98  | 22  |
| Jaedon Descheneau  | Ice de Kootenay          | 70 | 44 | 54 | 98  | 54  |
| Graham Black       | Broncos de Swift Current | 69 | 34 | 63 | 97  | 43  |
| Henrik Samuelsson  | Oil Kings d'Edmonton     | 65 | 35 | 60 | 95  | 97  |
| Joshua Winquist    | Silvertips d'Everett     | 67 | 47 | 46 | 93  | 44  |

### Meilleurs gardiens
| Joueur           | Équipe               | PJ | Min   | V  | D  | DP | DF | Bl | Moy  | %Arr  |
| ---------------- | -------------------- | -- | ----- | -- | -- | -- | -- | -- | ---- | ----- |
| Tristan Jarry    | Oil Kings d'Edmonton | 63 | 3 703 | 44 | 14 | 2  | 1  | 8  | 2,24 | 0,914 |
| Jordon Cooke     | Rockets de Kelowna   | 51 | 3 049 | 39 | 7  | 0  | 4  | 4  | 2,28 | 0,922 |
| Coleman Vollrath | Royals de Victoria   | 34 | 1 913 | 20 | 8  | 1  | 1  | 1  | 2,29 | 0,928 |
| Austin Lotz      | Silvertips d'Everett | 57 | 3 229 | 31 | 18 | 3  | 2  | 5  | 2,53 | 0,905 |
| Patrik Polivka   | Royals de Victoria   | 43 | 2 440 | 28 | 12 | 0  | 2  | 5  | 2,56 | 0,915 |

## Séries éliminatoires
Le vainqueur des séries remportent la Coupe Ed Chynoweth.
|  | Huitièmes de finale      | Huitièmes de finale     |                         |   | Quarts de finale | Quarts de finale |  |  | Demi-finales | Demi-finales |  |  | Finale | Finale |
|  | Huitièmes de finale      | Huitièmes de finale     |                         |   | Quarts de finale | Quarts de finale |  |  | Demi-finales | Demi-finales |  |  | Finale | Finale |
|  |                          |                         |                         |   |                  |                  |  |  |              |              |  |  |        |        |
|  |                          |                         |                         |   |                  |                  |  |  |              |              |  |  |        |        |
|  |                          |                         |                         |   |                  |                  |  |  |              |              |  |  |        |        |
|  | Oil Kings d'Edmonton     | 4                       |                         |   |                  |                  |  |  |              |              |  |  |        |        |
|  | Oil Kings d'Edmonton     | 4                       |                         |   |                  |                  |  |  |              |              |  |  |        |        |
|  | Raiders de Prince Albert | 0                       |                         |   |                  |                  |  |  |              |              |  |  |        |        |
|  | Raiders de Prince Albert | 0                       | Oil Kings d'Edmonton    | 4 |                  |                  |  |  |              |              |  |  |        |        |
|  |                          |                         | Oil Kings d'Edmonton    | 4 |                  |                  |  |  |              |              |  |  |        |        |
|  |                          | Wheat Kings de Brandon  | 1                       |   |                  |                  |  |  |              |              |  |  |        |        |
|  | Pats de Regina           | Wheat Kings de Brandon  | 1                       | 0 |                  |                  |  |  |              |              |  |  |        |        |
|  | Pats de Regina           |                         |                         | 0 |                  |                  |  |  |              |              |  |  |        |        |
|  | Wheat Kings de Brandon   | 4                       |                         |   |                  |                  |  |  |              |              |  |  |        |        |
|  | Wheat Kings de Brandon   | 4                       | Oil Kings d'Edmonton    | 4 |                  |                  |  |  |              |              |  |  |        |        |
|  |                          |                         | Oil Kings d'Edmonton    | 4 |                  |                  |  |  |              |              |  |  |        |        |
|  |                          | Tigers de Medicine Hat  | 1                       |   |                  |                  |  |  |              |              |  |  |        |        |
|  | Hitmen de Calgary        | Tigers de Medicine Hat  | 1                       | 2 |                  |                  |  |  |              |              |  |  |        |        |
|  | Hitmen de Calgary        |                         |                         | 2 |                  |                  |  |  |              |              |  |  |        |        |
|  | Ice de Kootenay          | 4                       |                         |   |                  |                  |  |  |              |              |  |  |        |        |
|  | Ice de Kootenay          | 4                       | Ice de Kootenay         | 3 |                  |                  |  |  |              |              |  |  |        |        |
|  |                          |                         | Ice de Kootenay         | 3 |                  |                  |  |  |              |              |  |  |        |        |
|  |                          | Tigers de Medicine Hat  | 4                       |   |                  |                  |  |  |              |              |  |  |        |        |
|  | Tigers de Medicine Hat   | Tigers de Medicine Hat  | 4                       | 4 |                  |                  |  |  |              |              |  |  |        |        |
|  | Tigers de Medicine Hat   |                         |                         | 4 |                  |                  |  |  |              |              |  |  |        |        |
|  | Broncos de Swift Current | 2                       |                         |   |                  |                  |  |  |              |              |  |  |        |        |
|  | Broncos de Swift Current | 2                       | Oil Kings d'Edmonton    | 4 |                  |                  |  |  |              |              |  |  |        |        |
|  |                          |                         | Oil Kings d'Edmonton    | 4 |                  |                  |  |  |              |              |  |  |        |        |
|  |                          | Winterhawks de Portland | 3                       |   |                  |                  |  |  |              |              |  |  |        |        |
|  | Rockets de Kelowna       | Winterhawks de Portland | 3                       | 4 |                  |                  |  |  |              |              |  |  |        |        |
|  | Rockets de Kelowna       |                         |                         | 4 |                  |                  |  |  |              |              |  |  |        |        |
|  | americans de Tri-City    | 1                       |                         |   |                  |                  |  |  |              |              |  |  |        |        |
|  | americans de Tri-City    | 1                       | Rockets de Kelowna      | 4 |                  |                  |  |  |              |              |  |  |        |        |
|  |                          |                         | Rockets de Kelowna      | 4 |                  |                  |  |  |              |              |  |  |        |        |
|  |                          | Thunderbirds de Seattle | 0                       |   |                  |                  |  |  |              |              |  |  |        |        |
|  | Thunderbirds de Seattle  | Thunderbirds de Seattle | 0                       | 4 |                  |                  |  |  |              |              |  |  |        |        |
|  | Thunderbirds de Seattle  |                         |                         | 4 |                  |                  |  |  |              |              |  |  |        |        |
|  | Silvertips d'Everett     | 1                       |                         |   |                  |                  |  |  |              |              |  |  |        |        |
|  | Silvertips d'Everett     | 1                       | Rockets de Kelowna      | 1 |                  |                  |  |  |              |              |  |  |        |        |
|  |                          |                         | Rockets de Kelowna      | 1 |                  |                  |  |  |              |              |  |  |        |        |
|  |                          | Winterhawks de Portland | 4                       |   |                  |                  |  |  |              |              |  |  |        |        |
|  | Winterhawks de Portland  | Winterhawks de Portland | 4                       | 4 |                  |                  |  |  |              |              |  |  |        |        |
|  | Winterhawks de Portland  |                         |                         | 4 |                  |                  |  |  |              |              |  |  |        |        |
|  | Giants de Vancouver      | 0                       |                         |   |                  |                  |  |  |              |              |  |  |        |        |
|  | Giants de Vancouver      | 0                       | Winterhawks de Portland | 4 |                  |                  |  |  |              |              |  |  |        |        |
|  |                          |                         | Winterhawks de Portland | 4 |                  |                  |  |  |              |              |  |  |        |        |
|  |                          | Royals de Victoria      | 1                       |   |                  |                  |  |  |              |              |  |  |        |        |
|  | Royals de Victoria       | Royals de Victoria      | 1                       | 4 |                  |                  |  |  |              |              |  |  |        |        |
|  | Royals de Victoria       |                         |                         | 4 |                  |                  |  |  |              |              |  |  |        |        |
|  | Chiefs de Spokane        | 0                       |                         |   |                  |                  |  |  |              |              |  |  |        |        |
|  | Chiefs de Spokane        | 0                       |                         |   |                  |                  |  |  |              |              |  |  |        |        |

## Honneurs et trophées
- Trophée Scotty-Munro, remis au champion de la saison régulière  : Rockets de Kelowna
- Trophée commémoratif des quatre Broncos, remis au meilleur joueur : Sam Reinhart (Ice de Kootenay)
- Trophée Daryl-K.-(Doc)-Seaman, remis au meilleur joueur étudiant : Nelson Nogier (Blades de Saskatoon)
- Trophée Bob-Clarke, remis au meilleur pointeur : Mitch Holmberg (Chiefs de Spokane)
- Trophée Brad-Hornung, remis au joueur ayant le meilleur esprit sportif : Sam Reinhart (Ice de Kootenay)
- Trophée commémoratif Bill-Hunter, remis au meilleur défenseur : Derrick Pouliot (Winterhawks de Portland)
- Trophée Jim-Piggott, remis à la meilleure recrue : Nick Merkley (Rockets de Kelowna)
- Trophée Del-Wilson, remis au meilleur gardien : Jordon Cooke (Rockets de Kelowna)
- Trophée Dunc-McCallum, remis au meilleur entraîneur : Dave Lowry (Royals de Victoria)
- Trophée Lloyd-Saunders, remis au membre exécutif de l'année : Cam Hope (Royals de Victoria)
- Trophée Allen-Paradice, remis au meilleur arbitre : Nathan Wieler
- Trophée St. Clair Group, remis au meilleur membre des relations publique : Thunderbirds de Seattle
- Trophée Doug-Wickenheiser, remis au joueur ayant démontré la meilleure implication auprès de sa communauté : Sam Fioretti (Warriors de Moose Jaw)
- Trophée plus-moins de la WHL, remis au joueur ayant le meilleur ratio +/- : Ashton Sautner (Oil Kings d'Edmonton)
- Trophée airBC, remis au meilleur joueur en série éliminatoire : Griffin Reinhart (Oil Kings d'Edmonton)
- Alumni Achievement Awards :

### Équipes d'étoiles
| Première équipe | Première équipe          | Position | Deuxième équipe     | Deuxième équipe          |
| Joueur          | Équipe                   | Position | Joueur              | Équipe                   |
| --------------- | ------------------------ | -------- | ------------------- | ------------------------ |
| Tristan Jarry   | Oil Kings d'Edmonton     | G        | Patrik Bartosak     | Rebels de Red Deer       |
| Josh Morrissey  | Raiders de Prince Albert | D        | Griffin Reinhart    | Oil Kings d'Edmonton     |
| Ryan Pulock     | Wheat Kings de Brandon   | D        | Julius Honka        | Broncos de Swift Current |
| Sam Reinhart    | Ice de Kootenay          | A        | Curtis Valk         | Tigers de Medicine Hat   |
| Leon Draisaitl  | Raiders de Prince Albert | A        | Jaedon Descheneau   | Ice de Kootenay          |
| Curtis Lazar    | Oil Kings d'Edmonton     | A        | Chandler Stephenson | Pats de Regina           |

| Première équipe    | Première équipe         | Position | Deuxième équipe | Deuxième équipe          |
| Joueur             | Équipe                  | Position | Joueur          | Équipe                   |
| ------------------ | ----------------------- | -------- | --------------- | ------------------------ |
| Jordon Cooke       | Rockets de Kelowna      | G        | Eric Comrie     | Americans de Tri-City    |
| Derrick Pouliot    | Winterhawks de Portland | D        | Damon Severson  | Rockets de Kelowna       |
| Shea Theodore      | Thunderbirds de Seattle | D        | Madison Bowey   | Rockets de Kelowna       |
| Nicolas Petan      | Winterhawks de Portland | A        | Joshua Winquist | Silvertips d'Everett     |
| Mitch Holmberg     | Chiefs de Spokane       | A        | Todd Fiddler    | Cougars de Prince George |
| Oliver Bjorkstrand | Winterhawks de Portland | A        | Mike Aviani     | Chiefs de Spokane        |